# Тимянкі-Модеркі
Тимянкі-Модеркі (пол. Tymianki-Moderki) — село в Польщі, у гміні Боґути-П'янки Островського повіту Мазовецького воєводства.
Населення — 94 особи (2011).
У 1975-1998 роках село належало до Ломжинського воєводства.

## Демографія
Демографічна структура станом на 31 березня 2011 року:
|          | Загалом | Допрацездатний вік | Працездатний вік | Постпрацездатний вік |
| -------- | ------- | ------------------ | ---------------- | -------------------- |
| Чоловіки | 47      | 10                 | 29               | 8                    |
| Жінки    | 47      | 19                 | 19               | 9                    |
| Разом    | 94      | 29                 | 48               | 17                   |